# Narmada Akka
Narmada Akka (morta el 4 de desembre de 2012) va ser un dels quadres femenins "més grans" del Partit Comunista de l'Índia (CPI), un partit insurgent de caràcter comunista maoista prohibit a l'Índia. Era membre del comitè central del partit i, segons els informes, solia emmarcar "totes les polítiques per al quadre femení dels maoistes".

## Vida guerrillera
Narmada podia comunicar-se amb fluïdesa en set idiomes, inclòs l'anglès. Va abandonar la universitat i es va incorporar al CPI maoista als 18 anys. Amb el temps passaria més de 30 anys a la selva com a veterana del moviment maoista de l'Índia. El seu pare també era partidari de la ideologia comunista, i les seves paraules la van impresionar tant que la van dur a unir-se als esquerrans radicals.

Bandera del Partit Comunista de l'Índia (CPI)

Durant una entrevista amb Rahul Pandita i Vanessa (una periodista francesa), en un moment desconegut a la selva de Dandakaranya, Narmada va dir:
| « | "El meu pare era comunista i, en aquella època, un comunista era com un paria. El meu pare parlava dels naxalites i deia que s'havien desvinculat dels lligams de la domesticitat." | » |

Va ser després d'aquella conversa amb el seu pare que va decidir unir-se als maoistes. Va actuar com a secretària de divisió de la divisió sud de Gadchiroli del CPI. Va ser la segona camarada que va ser seleccionada com a membre del Comitè Central de l'organització, després d'Anuradha Ghandy (esposa de Kobad Ghandy). També actuava com a cap de la unitat de Krantikari Adivasi Mahila Sangathan a la regió de Dandakaranya, que es troba entre les "organitzacions de dones" més importants de l'Índia pel que fa al nombre de membres registrats, i de la que Arundhati Roy diu que té 90.000 membres. Tenia fins a 53 casos policials registrats contra el seu nom a Maharashtra.
| « | "Després de prendre les regnes de la unitat de Gadchiroli fa uns anys, va establir cinc escamots diferents - una força militar agressiva - al seu territori equipats amb armes modernes, municions i una moderna xarxa de comunicació per contrarestar la maquinària estatal". -Hindustan Times | » |

## Mort
Es va informar que Narmada va ser assassinada durant un ferotge intercanvi de foc d'una hora entre els maoistes i les forces policials de l'Estat el 4 de desembre de 2012, a prop del poble de Hiker, a la frontera amb Abujmarh de Chhattisgarh, al sud de Gadchiroli.
Els maoistes van aconseguir escapar de l'escena juntament amb el seu cos; i es diu que va ser enterrat al poble tribal de Malwada, al districte de Kanker, a Chhattisgarh.
Després de l'incident, el superintendent de policia de Gadchiroli, Mohd. Suvej Haq, va informar als mitjans de comunicació:
| « | "Els naxalites han aconseguit transportar el cos i fugir del lloc. Les fonts d'intel·ligència han identificat la dona naxalita morta en la trobada com a Narmada. També ens ha arribat aquesta informació des d'altres fonts. Ara estem esperant la confirmació dels naxalites." | » |

Segons va informar The Hindu, tenia 57 anys quan va morir, però Hindustan Times informa que en tenia 46. Per la seva banda, Rahul Pandita va escriure que l'edat de Narmada era de 48 anys quan ell i Vanessa van entrevistar-la.
Tot i que les fonts policials asseguren que "el funeral de Narmada Akka es va dur a terme en un poble de Chhattisgarh", els maoistes no van contactar amb els mitjans de comunicació després de l'incident.